# 1757 au Canada
Pour un article plus général, voir Chronologie du Canada.
Cet article traite des événements qui se sont produits durant l'année 1757 au Canada.

## Événements
- 21 janvier : première bataille en raquettes mené par les rangers de Robert Rogers contre les français près du Fort Carillon[1]. L'escarmouche n'entraine pas de victoire dans aucun des camps mais l'usage de raquettes à neige chez les rangers fut un avantage pour eux.
- 1er mai : François-Pierre de Rigaud de Vaudreuil est nommé gouverneur de Montréal et Paul-Joseph Le Moyne de Longueuil le remplace comme gouverneur de Trois-Rivières[2].

- 19 juin : arrivée à Louisbourg d'une escadre de navire commandée par Dubois de La Motte. Celui-ci va organiser la défense navale de cette ville pour cette année[3].

- 23 juillet : victoire française et amérindienne contre les Anglais à la bataille de Sabbath Day Point au lac George[4].
- 29 juillet : arrivée à Québec du régiment de Berry[5].

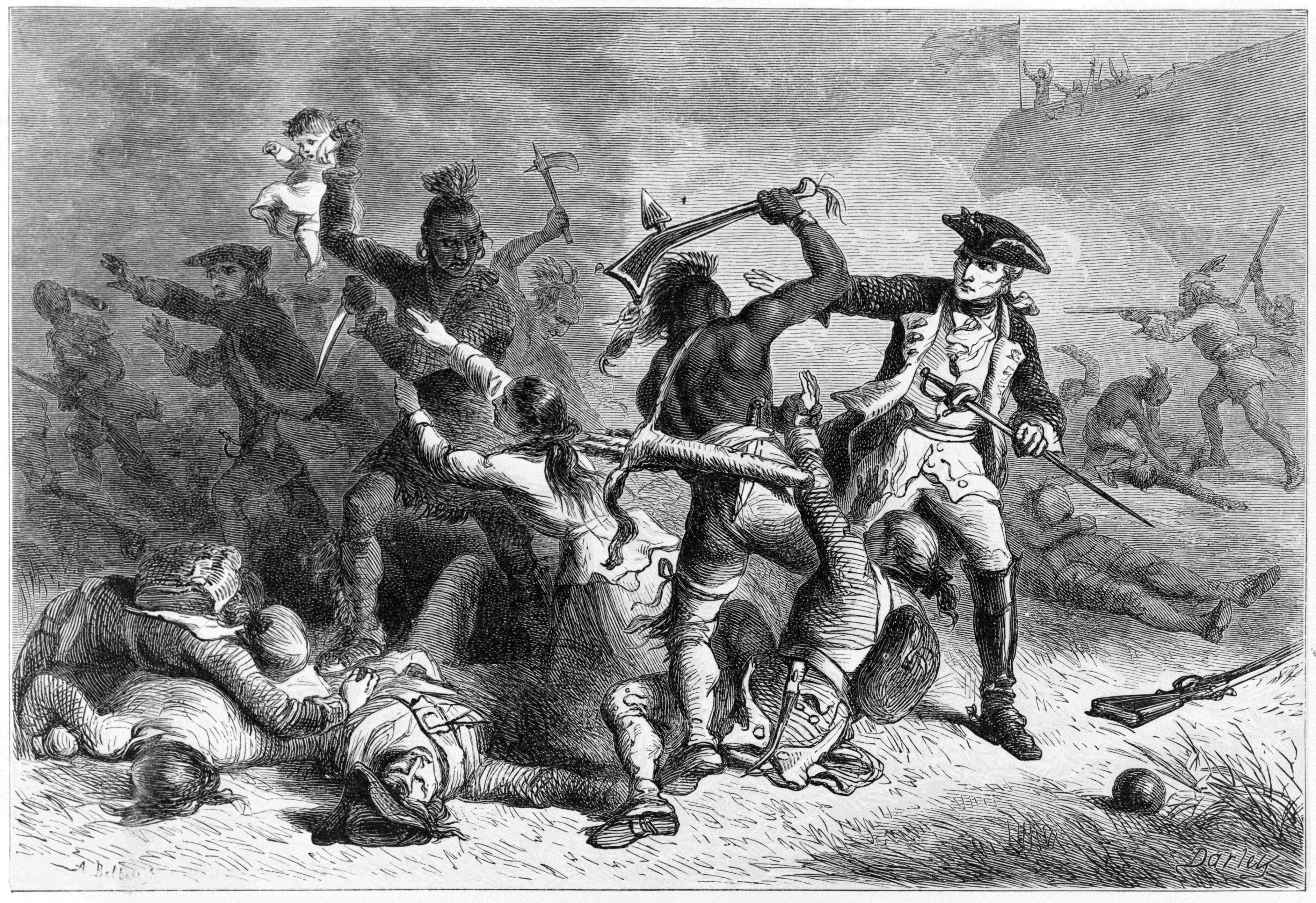
Montcalm essayant d'arrêter le massacre de Fort William Henry

- 4 - 9 août : victoire française à la bataille de Fort William Henry. Les troupes françaises et amérindiennes menées par Louis-Joseph de Montcalm attaquent ce fort anglais commandé par George Monro, qui capitule. Le 10 août, des Hurons, alliés aux français attaquent la garnison anglaise malgré l'accord de reddition[6].

- 20 septembre : procès en cour martiale de Louis Du Pont Duchambon de Vergor pour son comportement lors de la bataille de Fort Beauséjour[7]. Avec les influences de ses proches avec François Bigot, il est acquitté.
- 24 septembre : une tempête et la flotte française font échouer aux anglais l'expédition de Louisbourg retardant d'un an la prise de cette ville. Une épidémie de typhus force la flotte française à retourner en France le 30 octobre[3].

- 12 novembre : une troupe de Français et d'amérindiens alliés mené par François-Marie Picoté attaque German Flatts (Herkimer dans l'actuel état de New York)[8]. Il y emporte une victoire.
- 8 décembre : des résistants acadiens et des Micmacs font une guérilla contre les britanniques qui mène à la bataille de Bloody Creek (en) près de Annapolis Royal[9]. Victoires des acadiens et des micmacs.

- Le gouverneur Vaudreuil forme une Compagnie d'irlandais composé de déserteurs britanniques[10].
- Début de la famine de 1757-1758, conjoncture causée principalement par une mauvaise gestion locale et d'approvisionnement de vivres par la France (cumulant mauvaise récolte en 1757, malversations des commerçants, accroissement de consommateurs et diminution de producteurs, ces derniers étaient aussi mobilisés l'été, climat…)[11].

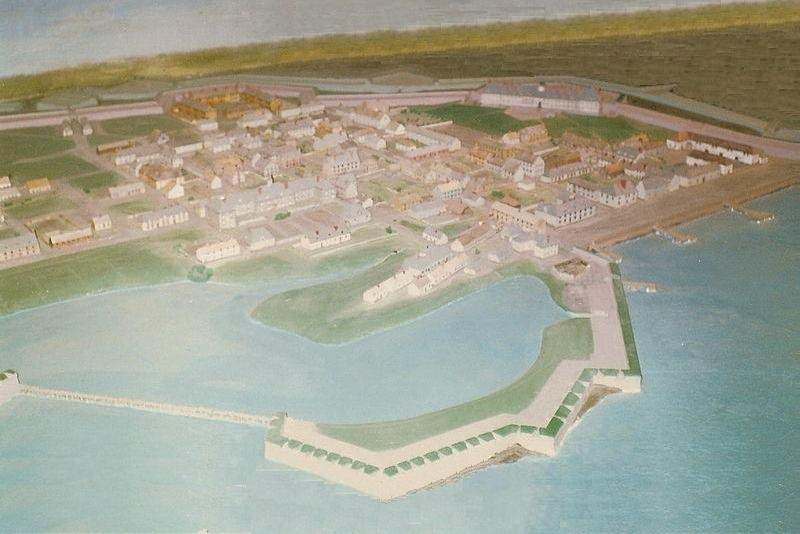
Maquette représentant Louisbourg dans les années 1750

## Naissances
- 5 mai : Jacques Vieau, coureur des bois († 1er juillet 1805).
- 22 juin : George Vancouver, explorateur († 10 mai 1798).
- 11 novembre : Benjamin-Hyacinthe-Martin Cherrier, arpenteur et politicien († 15 décembre 1836).
- 6 décembre : Jean-Baptiste Raymond, homme d'affaires et politicien(† 19 mars 1825).

- Jean-Guillaume de Lisle, notaire et officier(† 4 juillet 1819).

## Décès
- 12 juin : Pierre Nicolas Le Chéron d'Incarville, missionnaire (° 21 août 1706).
- 27 août : Marie Marguerite Rose (en), esclave et femme d'affaires à Louisbourg[12]  (° 1717).
- 2 novembre : Louis Coulon de Villiers, militaire  (° 10 août 1710).